# Silvia Breher
Silvia Breher (ur. 23 lipca 1973 w Löningen) – niemiecka polityk i prawniczka, wiceprzewodnicząca Unii Chrześcijańsko-Demokratycznej (CDU), deputowana do Bundestagu, od 2025 parlamentarna sekretarz stanu w Federalnym Ministerstwie Rolnictwa i Polityki Żywnościowej.

## Życiorys
Po uzyskaniu matury studiowała prawo na Uniwersytecie w Osnabrück. Po odbyciu aplikacji prawniczej przy Wyższym Sądzie Krajowym w Oldenburgu uzyskała pełne kwalifikacje prawnicze. W latach 2001–2018 prowadziła własną kancelarię jako samodzielna adwokatka. Równocześnie, w latach 2011–2017, pełniła funkcję dyrektorki zarządzającej Powiatowego Związku Rolników w Vechcie (Kreislandvolkverband Vechta e.V.).
W działalność partyjną zaangażowała się na poziomie lokalnym i regionalnym. W latach 2015–2018 przewodniczyła landowej komisji programowej ds. Europy CDU w okręgu Oldenburg. Od 2018 do 2020 roku kierowała powiatowymi strukturami CDU w Cloppenburgu oraz miejskimi w Löningen. W marcu 2019 roku objęła funkcję przewodniczącej CDU w okręgu Oldenburg, a w listopadzie tego samego roku została wybrana wiceprzewodniczącą CDU na szczeblu federalnym. Jest także członkinią zarządu Związku Hodowców Koni Oldenburskich oraz zasiada w radzie fundacji Federalnej Fundacji na rzecz Równości (Bundesstiftung Gleichstellung).
W 2017 roku została po raz pierwszy wybrana do Bundestagu. W kolejnych wyborach w 2021 i 2025 roku skutecznie ubiegała się o reelekcję.